# Grand Prix Brazílie 1977
Grand Prix Brazílie 1977 (oficiálně VI Grande Premio do Brasil) se jela na okruhu Autódromo José Carlos Pace v Sao Paulo v Brazílii dne 23. ledna 1977. Závod byl druhým v pořadí v sezóně 1977 šampionátu Formule 1.

## Závod
| Poř.   | No. | Jezdec             | Konstruktér        | Počet kol | Čas/Odstoupení | Pořadí na startu | Body |
| ------ | --- | ------------------ | ------------------ | --------- | -------------- | ---------------- | ---- |
| 1      | 12  | Carlos Reutemann   | Ferrari            | 40        | 1:45:07.72     | 2                | 9    |
| 2      | 1   | James Hunt         | McLaren-Ford       | 40        | + 10.71        | 1                | 6    |
| 3      | 11  | Niki Lauda         | Ferrari            | 40        | + 1:47.51      | 13               | 4    |
| 4      | 28  | Emerson Fittipaldi | Fittipaldi-Ford    | 39        | + 1 kolo       | 16               | 3    |
| 5      | 6   | Gunnar Nilsson     | Lotus-Ford         | 39        | + 1 kolo       | 10               | 2    |
| 6      | 17  | Renzo Zorzi        | Shadow-Ford        | 39        | + 1 kolo       | 18               | 1    |
| 7      | 29  | Ingo Hoffmann      | Fittipaldi-Ford    | 38        | + 2 kola       | 19               |      |
| Ret    | 8   | Carlos Pace        | Brabham-Alfa Romeo | 33        | Nehoda         | 5                |      |
| Ret    | 16  | Tom Pryce          | Shadow-Ford        | 33        | Motor          | 12               |      |
| Ret    | 18  | Hans Binder        | Surtees-Ford       | 32        | Zavěšení       | 20               |      |
| Ret    | 7   | John Watson        | Brabham-Alfa Romeo | 30        | Nehoda         | 7                |      |
| Ret    | 26  | Jacques Laffite    | Ligier-Matra       | 26        | Nehoda         | 14               |      |
| Ret    | 4   | Patrick Depailler  | Tyrrell-Ford       | 23        | Nehoda         | 6                |      |
| Ret    | 5   | Mario Andretti     | Lotus-Ford         | 19        | Vznícení       | 3                |      |
| Ret    | 9   | Alex Ribeiro       | March-Ford         | 16        | Motor          | 21               |      |
| Ret    | 2   | Jochen Mass        | McLaren-Ford       | 12        | Nehoda         | 4                |      |
| Ret    | 3   | Ronnie Peterson    | Tyrrell-Ford       | 12        | Nehoda         | 8                |      |
| Ret    | 22  | Clay Regazzoni     | Ensign-Ford        | 12        | Nehoda         | 9                |      |
| Ret    | 19  | Vittorio Brambilla | Surtees-Ford       | 11        | Nehoda         | 11               |      |
| Ret    | 20  | Jody Scheckter     | Wolf-Ford          | 11        | Motor          | 15               |      |
| Ret    | 10  | Ian Scheckter      | March-Ford         | 1         | Převodovka     | 17               |      |
| Ret    | 14  | Larry Perkins      | BRM                | 1         | Přehřátí       | 22               |      |
| Zdroj: |     |                    |                    |           |                |                  |      |

## Průběžné pořadí po závodě
Pohár jezdců
| Pořadí | Jezdec             | Body |
| ------ | ------------------ | ---- |
| 1      | Carlos Reutemann   | 13   |
| 2      | Jody Scheckter     | 9    |
| 3      | Carlos Pace        | 6    |
| 4      | James Hunt         | 6    |
| 5      | Emerson Fittipaldi | 6    |
| Zdroj: |                    |      |

Pohár konstruktérů
| Pořadí | Konstruktér        | Body |
| ------ | ------------------ | ---- |
| 1      | Ferrari            | 13   |
| 2      | Wolf-Ford          | 9    |
| 3      | Brabham-Alfa Romeo | 6    |
| 4      | McLaren-Ford       | 6    |
| 5      | Fittipaldi-Ford    | 6    |
| Zdroj: |                    |      |